# Casa tren
La casa tren es una tipología arquitectónica que se encuentra en el noreste de México, en una región que abarca partes de Nuevo León y Coahuila.
Un ejemplo de esto se encuentra en la Presa de los Muchachos, un ejido ubicado en el municipio de Saltillo, Coahuila. Las estructuras, de hasta 80 metros de largo, por lo general son una sola casa, cuyo proceso de construcción inicia con un cuarto, para posteriormente agregar más cuartos a los lados, manteniendo siempre la misma orientación. Una posible explicación para esta tipología en Presa de los Muchachos podría ser que la fachada cerrada corta el viento proveniente del norte, provocando que el interior y la parte exterior de la fachada frontal, ubicada hacia el sur, sean menos fríos. Sin embargo, sus habitantes mencionan que principalmente las construyen de esa manera por tradición local, lo cual sugiere que es una práctica reproducida desde generaciones que les anteceden y se van actualizando de acuerdo a los materiales y tecnologías disponibles a la época. También en otras localidades se aprecia la misma tipología, con distintas orientaciones y condiciones climáticas diversas. En el ejido Cuautla, del municipio General Cepeda, las casas tren están organizadas de manera que contienen una explanada central. En Potrero de Ábrego, en el municipio de Arteaga, Coahuila, las casas tren están construidas en una ladera, por lo que esto no responde a los puntos cardinales, sino a la vista hacia el camino al fondo de la ladera. En San Lucas y Mimbres, en el municipio de Galeana, Nuevo León, las casas tienen orientaciones diversas, casi todas con volúmenes lineales con cuartos construidos en distintos momentos y con distintos materiales.
La diversidad de contextos en los que se encuentran las casas tren refuerza la noción de que las tipologías en la arquitectura responden a convenciones que se transmiten de generación en generación. Es probable que la subregión de las casas tren se haya conformado mediante la comunicación y la migración de personas que viven en ella. Algunas se ubican en la sierra y otras en el desierto en el que desemboca un cañón de esta sierra.